# Agnes Browne mamma
Agnes Browne mamma è un romanzo scritto nel 1994 da Brendan O'Carroll.
Dal romanzo è stato tratto il film La storia di Agnes Browne del 1999, diretto ed interpretato da Anjelica Huston.

## Trama
Agnes Browne è una donna di trentaquattro anni, che possiede un banco di frutta e verdura al mercato del Jarro, quartiere popolare di Dublino. Ha sette figli e un marito violento.
Una mattina, Rosso Browne muore, lasciando Agnes libera di iniziare a godersi la sua vita. Il racconto è un susseguirsi di esilaranti episodi che porteranno Agnes a scoprire la vera felicità, il vero amore e che a volte anche i sogni che sembrano più irrealizzabili riescono ad avverarsi.